# Euthore inlactea
Euthore inlactea là loài chuồn chuồn trong họ Polythoridae. Loài này được Calvert mô tả khoa học đầu tiên năm 1909.